# Zwierów (przystanek kolejowy)
Zwierów (ukr. Звірів; ros. Зверев) – przystanek kolejowy w miejscowości Zwierów, w rejonie łuckim, w obwodzie wołyńskim, na Ukrainie. Leży na linii Zdołbunów – Kowel.
Przed II wojną światową istniał przystanek o nazwie Zwierów, położony był on jednak w miejscu dzisiejszego przystanku Armatniuw.